# Salburua

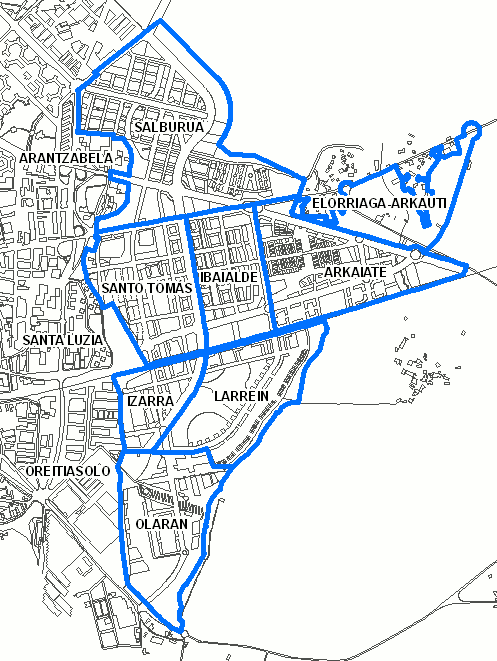
Futur districte de Salburua

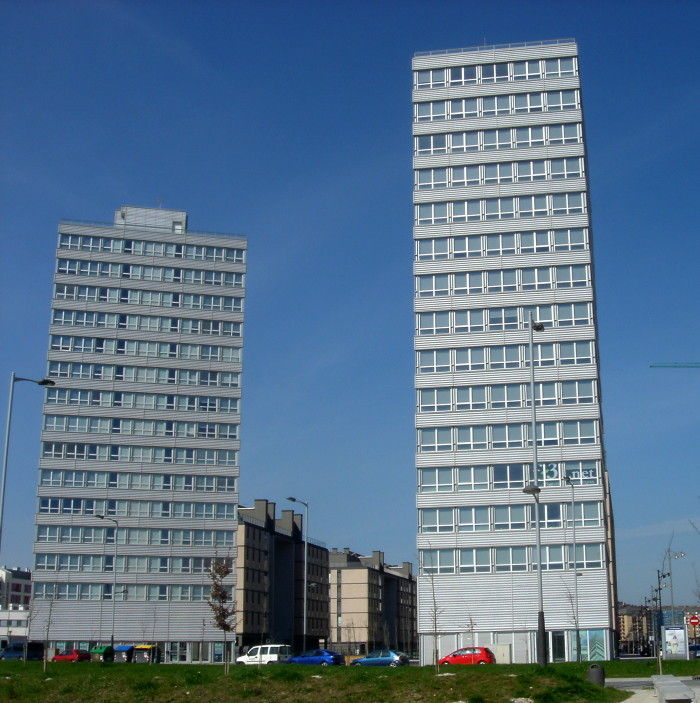
Torres de Salburua, dels arquitectes Iñaki Abalos i Juan Herreros.

Salburua és un barri de la ciutat de Vitòria (Àlaba). Encara en construcció, s'espera que quan estigui finalitzat arribi a albergar més de 30.000 residents.

## Situació
El districte de Salburúa limita al nord amb el polígon industrial de Gamarra, a l'oest amb la ciutat consolidada, al sud amb el ferrocarril i a l'est amb el gran parc de Salburua; Una de les zones verdes integrades en un espai urbà més grans d'Espanya. Els seus carrers porten nom de grans ciutats i capitals Europees, però és l'Avinguda Juan Carlos I la seva principal artèria. Salburua és el principal nucli actual d'expansió de la ciutat (al costat de Zabalgana), i té la major concentració d'habitatges protegits de tot Àlaba.

## Composició
Està format principalment per quatre barris o zones diferenciades, encara que al contrari que altres districtes de la ciutat, pràcticament tota la zona és coneguda únicament com a Salburua: 
|                         |              |                   |                   |         |
| Sector                  | Superfície   | Habitatges totals | Protecció oficial | Lliures |
| S-7 (Elorriaga-Arkauti) | 103.074 m²   | 104               | 0                 | 104     |
| S-8 (Salburua)          | 587.616 m²   | 2.614             | 1.960             | 654     |
| S-9 (San Tomas)         | 359.919 m²   | 2.000             | 1.460             | 540     |
| S-10 (Izarra)           | 158.583 m²   | 685               | 473               | 212     |
| S-11 (Ibaialde)         | 266.637 m²   | 1.679             | 1.231             | 448     |
| S-12 (Arkaiate)         | 413.791 m²   | 1.935             | 1.270             | 665     |
| S-13 (Larrein)          | 357.559 m²   | 1.817             | 1.313             | 504     |
| S-14 (Olaran)           | 346.350 m²   | 1.511             | 1.068             | 443     |
| S-15 (parc de Salburua) | 1.001.508 m² | 0                 | 0                 | 0       |

La urbanització al sud del barri de Salburua (Coneguda com a Izarra) és considerada també popularment com a part del barri de Salburua, encara que en estar separada físicament pel ferrocarril, sembla desenvolupar una identitat pròpia com a barri diferenciat.

## Història
Anteriorment a la creació dels habitatges, existia l'un aeroport vell de Vitòria, on havia d'aterrar el general Mola, en el vol en el que es va estavellar.